# Above the Ruins
Above the Ruins ist eine britische Post-Punk-Gruppe, die 1984 von Tony Wakeford gegründet wurde.

## Geschichte
Wakeford gründete Above the Ruins nach seinem Ausstieg aus der Formation Death in June. Die Gruppe blieb für die kurze Zeit ihres Bestehens und auch später umstritten, zum einen wegen Wakefords damaliger Mitgliedschaft in der rechtsextremen National Front, zum anderen wegen ihrer Beteiligung an dem vom National-Front-Label White Noise Records lizenzierten Sampler No Surrender!, auf dem u. a. auch die White-Power-Band Skrewdriver vertreten war.
Kurz nach Veröffentlichung des Debütalbums Songs of the Wolf und des Samplers No Surrender! löste Wakeford Above the Ruins auf und rief die Band Sol Invictus ins Leben. In späteren Jahren bestritt Wakeford jede Verbindung zwischen Above the Ruins und der rechten Szene zu Sol Invictus; eine Zeitlang leugnete er sogar, selbst überhaupt an Above the Ruins (deren Veröffentlichungen keine Informationen zur Gruppe enthielten) beteiligt gewesen zu sein. Demgegenüber gestand er in zumindest einem Interview ein, dass Gareth Smith von No Remorse an frühen Sol-Invictus-Aufnahmen beteiligt gewesen war, er ihn aber wegen dessen „Verbindungen“ (gemeint ist wohl No Remorses Engagement in der rechtsextremen Szene, von der Wakeford sich zu distanzieren begann) zum Ausstieg aus seinem neuen Projekt drängte.
Stilistisch boten Above the Ruins eine Mischung aus Post-Punk und Dark Wave, den frühen Death in June als auch dem späteren Sol-Invictus-Debütalbum nicht unähnlich. Die Texte behandelten Themen wie Patriotismus, Anti-Marxismus, Anti-Egalitarismus und Anti-Multikulturalismus, besonders explizit in dem Stück Progress. Für einige Stücke bediente Wakeford sich bei dem Gedichtband 1957: Before the Storm von Paul Comben (1984), die durch seine leichten Veränderungen inhaltlich noch radikaler wurden. Die vergleichsweise schlechte Aufnahmequalität ihrer Veröffentlichungen, die (womöglich bewusst gewählte) Anonymität der Bandmitglieder und die politischen Verbindungen beschränkten den Bekanntheitsgrad von Above the Ruins auf ein Nischendasein, trotz einer 1995 erschienenen Neuauflage von Songs of the Wolf auf CD.

## Diskografie
- 1984: Songs of the Wolf (Audio-Kassette, LP 1986, CD 1995, LP 2019)
- 1986: Stück The Killing Zone auf dem Sampler No Surrender!
- 1995: Storm Clouds over Europe (Bootleg-LP, enthält alles veröffentlichte Above-the-Ruins-Material sowie frühe Sol-Invictus-Aufnahmen)